# Droit de cité (émission de télévision)
 (juin 2016).
Pour les articles homonymes, voir Droit de cité (homonymie).
Droit de cité est une émission de la Télévision suisse romande, qui a été diffusé entre 1996 et 2003 et offrait un espace de débat sur des questions polémiques qui touchaient la société et la politique de l'époque. Sous le même concept de débat, le programme prédécesseur fut Table ouverte, diffusé entre 1966 et 1996. 

## Présentateurs
Les présentateurs furent (chronologiquement) : 
- Eliane Ballif  Elle sera la première journaliste femme à travailler à la rédaction de la 1re chaîne de la Radio Suisse Romande en 1976. Elle commence sa carrière à la TSR en 1980. Formée au débat politique en direct dans l'émission Table ouverte, elle lance en 1996 Droit de cité qu'elle animera avec mordant et sans concessions.
- Dominique Huppi,
- Manuelle Pernoud,
- Dominique von Burg,